# Pyrrhos II.
Pyrrhos II. (altgriechisch Πύῤῥος Pyrrhos) war ein König der Molosser und Hegemon der Epiroten aus der Dynastie der Aiakiden im 3. vorchristlichen Jahrhundert.
Pyrrhos war der ältere Sohn des Alexandros II. und der Olympias. Sein jüngerer Bruder war Ptolemaios und er hatte eine Tochter namens Deidameia.
Beide Brüder waren beim Tod des Vaters noch unmündig, weshalb ihre Mutter zunächst die Herrschaft wahrnahm. Sie ließ Pyrrhos’ Konkubine Tigris vergiften. Kurz nach dem Erreichen des Mündigkeitsalters und der persönlichen Machtübernahme starb Pyrrhos. Sein Sterbejahr kann, wie alle anderen Daten zu den letzten Aiakiden auch, nicht genau bestimmt werden. Er dürfte jedoch kurz nach Beginn der Regierungszeit Demetrios’ II. von Makedonien (239–229 v. Chr.), der sein Schwager war, gestorben sein. 